# Katastrofa lotu Canadian Pacific Air Lines 301
Katastrofa lotu Canadian Pacific Air Lines 301 – katastrofa lotnicza, która wydarzyła się 22 lipca 1962. W jej wyniku Bristol Britannia 314 należący do linii Canadian Pacific Air Lines rozbił się na lotnisku w Honolulu podczas próby odejścia na drugi krąg, zabijając 27 z 40 osób na pokładzie.

## Samolot
Maszyną obsługującą lot 301 był Bristol Britannia 314 (nr rej. CF-CZB) o numerze seryjnym 13394. Samolot po raz pierwszy wzbił się w powietrze w 1958 roku.

## Przebieg lotu
Maszyna odbywała rutynowy lot z Vancouver do Sydney z międzylądowaniami w Honolulu, Nadi i Auckland. Niedługo po starcie z Honolulu załoga zgłosiła pożar silnika nr 1, a następnie dostała zgodę na powrót na lotnisko. 
Samolot nie mógł wylądować natychmiast z powodu zbyt dużej wagi paliwa, w wyniku czego załoga musiała krążyć kilkadziesiąt minut nad lotniskiem w celu zrzutu paliwa. Procedura została zakończona o 23:06 i wówczas załoga zaczęła podejście. Wszystko przebiegało normalnie, dopóki na chwilę przed przyziemieniem załoga nie zdecydowała się odejść na drugi krąg. Chwilę po rozpoczęciu próby odejścia maszyna obróciła się nagle w lewo i uderzyła w ziemię. 
Zginęło 27 z 40 osób na pokładzie, 7 z załogi oraz 20 z pasażerów. Jak wykazało śledztwo przyczyną była próba odejścia na drugi krąg w pełnej konfiguracji do lądowania oraz z niewystarczającą prędkością i wysokością do umożliwienia kontroli.